# Уден, Фридрих
Уден, Фридрих (нем. Uhden Friedrich; Уден Фёдор Карлович; 2 сентября 1754—1823, Петербург) — профессор патологии и терапии в Санкт-Петербургской Медико-хирургической академии.

## Биография

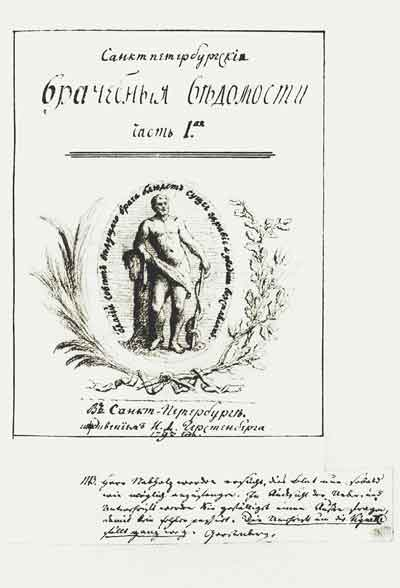
Эскиз титульного листа журнала «Санкт-Петербургские врачебные ведомости»

Родом пруссак, сын медика, учился в Берлине в Медико-хирургической коллегии и в Галльском университете, где и получил докторский диплом (1776).
В 1770-е активно занимался масонской деятельностью, автор ряда сочинений по масонству. В то же время он обучался и горному делу и в 1783 году получил чин горного советника в герцогстве Саксен-Веймаре. На русскую службу Уден был принят по Высочайшему повелению от 13 июля 1786 года и определён в Черниговское наместничество. В 1792 году его назначили было профессором в только что основанный Императорский медико-хирургический институт, но ещё до занятия им этой должности он был определен преподавателем математики и физики в Санкт-Петербургскую медицинскую школу (1793), а в 1794 вышел в отставку. В 1799 году избран в почётные члены медицинской коллегии, а в 1800 году назначен профессором патологии и терапии в Санкт-Петербургский императорский хирургический институт. В 1802 году утвержден учёным секретарем медицинского совета.
По указанию императора Павла I ездил в Тифлис лечить царя Грузии (1800).

## Основатель первого российского медицинского журнала

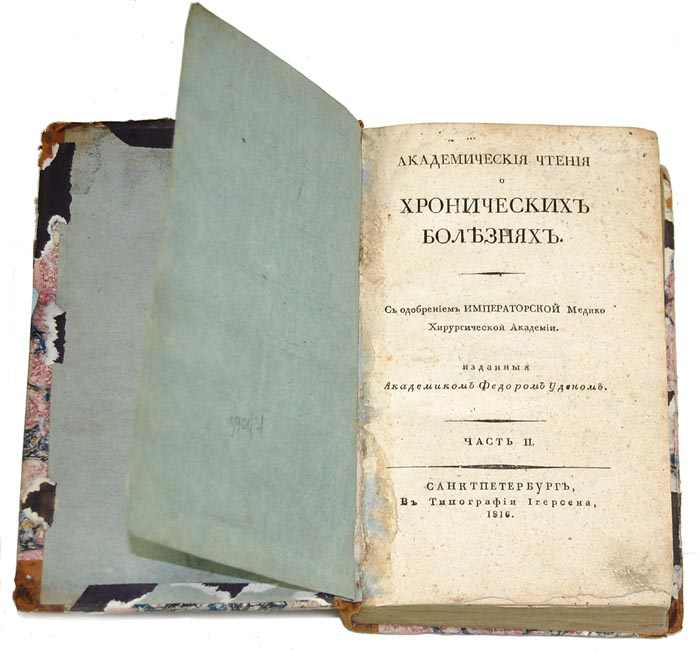
Книга Ф. Удена «Академические чтения о хронических болезнях», часть II

Удену принадлежат первая попытка издавать русское медицинское периодическое издание. В 1792 году он просил разрешение медицинской коллегии издавать еженедельный журнал под заглавием: «Беседующие врачи, или общеполезная врачебная переписка». Он даже представил коллегии первый лист журнала, составленный им самим, но напечатать этот лист ему не разрешили, так как «по рассмотрении коллегией, примечено некоторое в оном отношение до веры и церковных обрядов».
Но Удена отказ не остановил. Заручившись поддержкой влиятельнейшего временщика графа Платона Зубова, он получил разрешение на издание журнала. Первый номер первого российского медицинского журнала «Санкт-Петербургские врачебные ведомости» появился 2 ноября 1792 года, последний, 52-й, в июле 1794 года. Журнал выпускался в издательстве петербургского книгопродавца И. Д. Герстенберга. Редакторами были Уден и Клейнеш. Первоначально у него было 208 подписчиков. Подписка принималась на полгода и стоила 2 рубля 50 копеек в Петербурге и 5 рублей в других местах.

## Первый исследователь язвенной болезни
«Академические чтения о хронических болезнях» (1816—1822) Удена — первое сочинение на русском языке по частной патологии и терапии. Предназначено для студентов-медиков и врачей. В нём, среди других вопросов, подробно описана перкуссия и впервые изложены клинические симптомы язвы желудка и её осложнений, а также методы её лечения. В этом сочинении Уден так описывал состояние больного с перфорированной язвой желудка:
При продырявливании желудка больного объемлет тоска, сопровождаемая ворчанием в брюхе, кислой вонючей отрыжкой, рвотой, запором, в членах слабость, лицо бледно, конечности слабеют, горесть терзает душу больного. К тому же присовокупляется холодный пот, икота, боли в спине, кои прекращаются только со смертью.

## Синдром Удена
Синдром Удена — патологическое состояние сердца и органов кровообращения, причиной которого являются заболевания верхних отделов желудочно-кишечного тракта, чаще всего гастроэзофагеальная рефлюксная болезнь, язва желудка или двенадцатиперстной кишки. Проявляется в ощущении тяжести в области сердца с отдачей в левое плечо, часто в приступах стенокардии, тахикардии, экстрасистолия, пароксизмальной одышке, гипотонии, метеоризме. Боли в области живота соответствуют основному заболеванию.

## Сочинения
- «Primae lineae fundamentirum pathologiae et therapiae», Petropoli, 1809
- «Фармакопея» (СПб., 1818) (лат.)
- «Академические чтения о хронических болезнях» (7 частей, СПб., 1816—22)
- «Наставление о скотских болезнях, которым наиболее бывают подвержены: лошади, рогатый скот, свиньи и овцы; с показанием признаков, припадков и причин оных и с присовокуплением достовернейших способов, как лечить и предохранять скот от оных».